# Vânători, Teleorman
Vânători este un sat în comuna Lisa din județul Teleorman, Muntenia, România. Până în 1883 s-a numit Căcănău.
- Date istorice

Aproape invizibilă pe harta culturală a județului, această așezare împreună cu localitățile din împrejurimi (Viișoara, Lisa etc.) apare în diferite hrisoave emise de mai mulți domnitori de-a lungul anilor.
Data înfințării satului Vânători nu se cunoaște cu exactitate. În schimb, se pare că vatra satului ar fi fost ridicată de către un General rus/bulgar pe al său nume Kakanev/Cacanev. Astfel că, deși este un nume ce inspiră multe glume, acest sat s-a numit ''Căcănău'' până în anul 1883, purtând astfel numele celui care i-a dat viață. După anul 1883, la ordinul unor ofițeri militari români care vânau în mod regulat în această zonă, s-a decis schimbare numelui ''Căcănău'' cu ''Vănători''. Două hrisoave vorbesc despre existența acestui sat:
1. Primul document în care apare localitatea Căcănău are data de 17 mai 1589. Domnitorul Țării Românești din acele vremuri, Mihnea Turcitul, pomenește într-un hrisov despre întărirea lui Nica, postelnicul său, ca drept proprietar asupra localităților de la gura Călmățuiului, Căcănău (Vânătorii de azi), Viișoara și Ducna (Lisa de azi) în întregime cu tot hotarul din împrejurimi.
2. În al doilea hrisov datat pe 15 mai 1594, domnitorul Mihai Viteazul, amintește de satul Viișoara care este dat mănăstirii Cotlumuz, ''ca să-i fie bălțile de la satul Romoleți și Fântânele și Suhaia și Viișoara și Căcăneu cu vama și cu tot venitul”.

Cele două hrisoave menționate mai sus par a fi singurele și poate cele mai vechi în care se atestă piatra de temelie a satului Vânători.
Monografia comunei Viișoara, localitate aflată astăzi la 4 km de Vânătorii de astăzi, povestește totodată despre luptele ce s-au purtat în bălțile râului Călmățui, și în vecinătatea satului Căcănău, între oștile române și cele turcești în timpul lui Vlad Tepeș.
În această parte a Câmpiei Române, descoperirile arheologice au jucat de asemenea un rol important. Astfel că, în marea majoritatea a tumulilor (movile sau măgură), ce au reprezentat puncte de observare a inamicului de la mare distanță, au fost descoperite 280 monede Macedonia Prima, o monedă bizantină, un tezaur medieval din sec XVI-XVIII format din 257 bucăți din care 223 triplu groși , 4 monede turcești de la Selim și Murat și 10 taleri din timpul Imperiului Romano-German, sec XVII.
Satul Vănători se află astăzi la 5 km de Dunăre, 35 km de Alexandria, aparține de comuna Lisa iar numărul locuitorilor pare să fie în jur de 500. Este în continuare o zonă propice pentru pescuit, în apropiere aflându-se și Balta Suhaia, sau pentru vânat mistreți, iepuri, păsări sălbatice (fiind multă apă cu stuf).

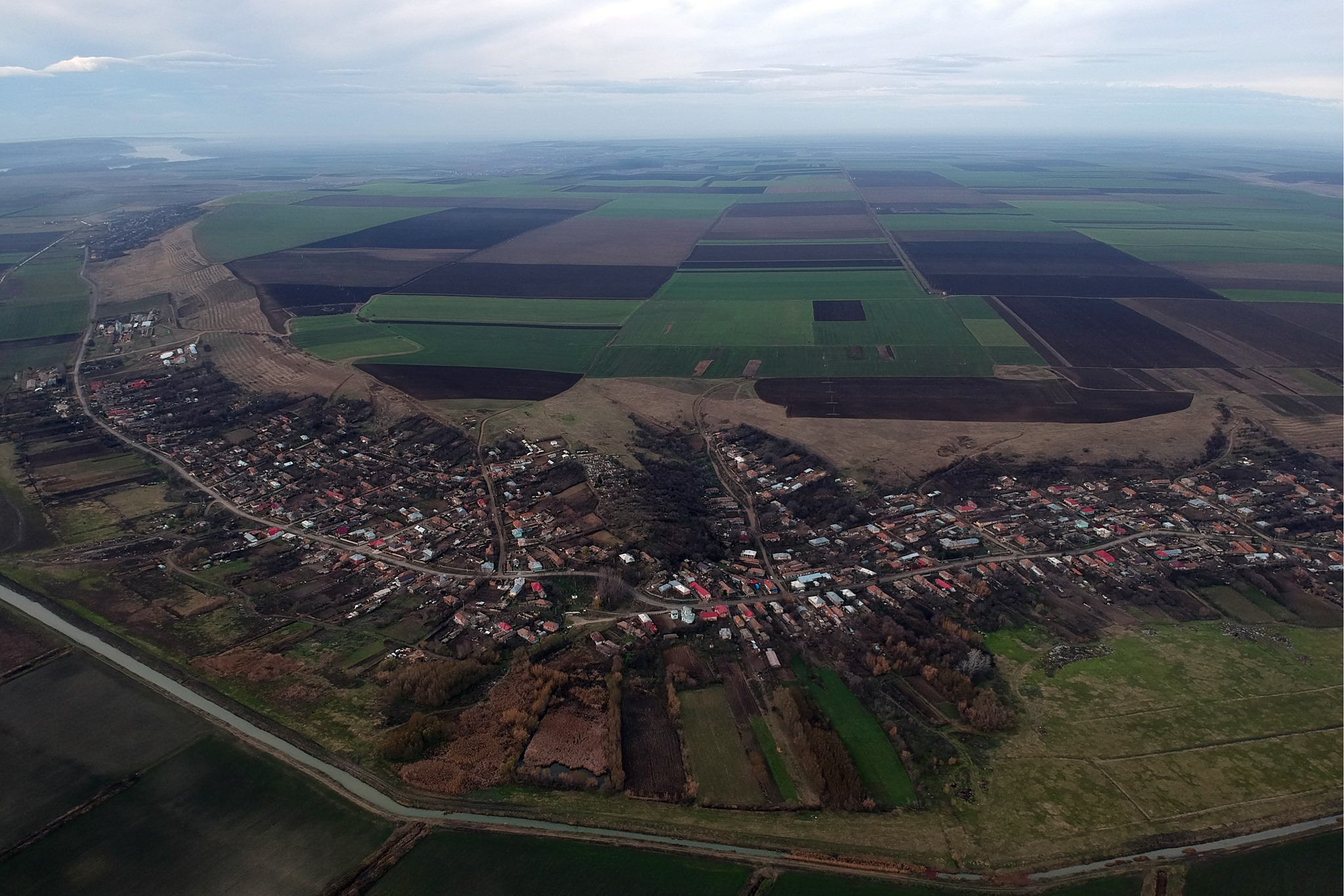
Satul Vânători (Teleorman), decembrie 2019. Fotografie realizată de bloggerul.